# Vlahović (priimek)
Vlahović je priimek več oseb:
- Dušan Vlahović (*2000), srbski nogometaš
- Gregor Vlahović (1523--1581), protestantski pridigar in jezikoslovec
- Joža Vlahović, narodni heroj
- Veljko Vlahović (1914--1975), črnogorsko-jugoslovanski revolucionar, španski borec in politik
- Miro Vlahović Pavićev, serdar